# Lovro Karaula
Fra Lovro Karaula (1800. – 1875.) bio je hrvatski franjevac iz Bosne i Hercegovine.
Jedan je od najistaknutijih franjevaca u Bosni i Hercegovini 19. stoljeća. Rodio se u Žiroviću kod Livna. Mučki je ubijen na Ilindan 1875. godine. 

## Školovanje i služba
1816. stupio je u  franjevački red, studirao filozofiju i bogoslovlje u Vácu, u Mađarskoj, a zatim vršio razne pastoralne dužnosti u Bosni. Bio je kapelan u Ivanjskoj i Ljubunčiću (1825. – 1828.), župnik u livanjskoj župi Vidoši (1832. – 1840.), gvardijan u Fojnici (od 1840.), župnik u Čukliću (od 1854.), predsjednik pa gvardijan samostana na Gorici u Livnu (od 1858. odn. 1860.), župnik u Ljubunčiću (od 1864.). 
Obavlja je i druge povjerljive i važne službe: bio je tajnik biskupa Miletića (1828. – 1831.), kustos (1851. – 1854.), izaslanik Provincije u Carigradu (1843. – 1846.) i pohoditelj Provincije u ime vrhovne uprave Reda (1857.). Zbog svojih zasluga imenovan je počasnim provincijalom. 

## Podizanje vjerskih objekata
Najznačajniji Karaulin rad odnosi se na podizanju crkava, župskih stanova i samostana.
Inicirao je gradnju crkvi u Vidošima, na Gorici u Livnu, Čukliću i Ljubunčiću. Kao kustos Provincije (1851. – 1854.) poticao je i druge na gradnju, pa se u te tri godine pogradilo devet crkava. Od francuskog konzula Wietta, Karaula je isposlovao pomoć za škole u visini od 5000 franaka i 8000 franaka pomoći za gradnju crkava. Sam je najzaslužniji za osnivanje škole u Fojnici.

## Odvjetnik potlačenog naroda
Godine 1875. sastavio spomenicu na latinskom jeziku austrijskom caru Franju Josipu I. (s kojim se susreo dva puta), u kojoj je iznio teškoće što ih kršćani u livanjskom okružju trpe i poslao je preko svog poznanika ugarskog primasa Ivana Symora. Ta je poslanica bila odaslana tajno, ali to nije i ostala, te je kod livanjskih muslimana nakon saznanja izazvala veliko negodovanje. 

## Ubojstvo
Na Ilindan 1875. fra Lovro je otišao održati misu na groblju Grebcima u Prispu/Vašarovine. Vraćao se popodne na konju moleći krunicu. Pod Žirovićem, su ga napala trojica livanjskih muslimana: Nurija Dizdar, Avdibeg Čorbadžić i njegov sin. Oborili su ga s konja i udavili. Pastiri skriveni u grmlju (jedan je od njih, Juro Ištuk, bio sasvim blizu) su to posvjedočili i obavjestili franjevce u Livnu. Gvardijan fra Anđeo Ćurić zatražio je odmah od kotarskih vlasti istragu. Sabotirajući istu i navodeći izmišljeni uzrok smrti, turske vlasti su na kraju odbili dolazak okružnog liječnika iz Travnika kojeg su pozvali franjevci, te je pokojnik nakon četiri dana čekanja, pokopan na samostanskom groblju na Gorici. Kasnije mu je tijelo bilo preneseno u crkvu.
Istraga iza pokopa vođena je jednako bez volje da se utvrdi istina. Naknadno je vicekonzul Josip Dragomanović rekao franjevcima da je austrijski generalni konzul s pouzdane strane saznao da je sama turska vlada u Sarajevu naručila to ubojstvo.

## Znanstveni skup
Godine 2000. u Livnu održan je znanstveni skup o životu i radu fra Lovre Karaule u povodu 200. obljetnice njegova rođenja i 125. obljetnice mučeničke smrti. 
Jedna osnovna škola u Livnu danas nosi ime ovog livanjskog franjevca, mučenika, tribuna i diplomate.

## Unutarnje poveznice
- Mučenik
- Samostan Gorica
- Vidoši
- Čuklić (Livno, BiH)
- Ljubunčić

## Vanjske poveznice
- Fra Bonifac Badrov: Fra Lovro Karaula, Sarajevo 1925.
- Fra Jerko Vladić: Fra Lovro Karaula /Hrvatska duša, almanah, Zagreb 1923/, str. 297-311.
- Web stranica Franjevačke provincije Bosne Srebrene
- Franjevački samostan Duha Svetoga u Fojnici  Arhivirana inačica izvorne stranice od 27. ožujka 2012. (Wayback Machine)
- Znanstveni skup o fra Lovri Karauli